# Hôtel de Montalivet
L'hôtel de Montalivet est un hôtel particulier situé à Paris en France.

## Localisation
Il est situé au no 58 de la rue de Varenne, dans le 7e arrondissement de Paris.

## Historique
Cet hôtel a été construit en 1736 et 1737 pour Marguerite Paule de Grivel d'Orrouer, marquise de Feuquières, par l'architecte Pierre Boscry, et décoré par son père, Charles Boscry, ainsi que l'ornementiste Nicolas Pineau, mais il semble qu'il ne reste aucune trace de son intervention. La façade sur rue a été altérée au XIXe siècle.
Il a été occupé à partir de 1764 par les La Rochefoucauld-Liancourt, puis, au XIXe siècle, par la famille Calmann-Lévy. Le comte Eugène-Auguste Caffarelli en fait son domicile : il y meurt en 1878.
Au début du XXe siècle, on y trouve les Montalivet jusqu'en 1947 ainsi que George W. Vanderbilt. 
Il a été acquis par l'État en 1947 et constitue désormais une annexe de l'hôtel de Matignon, situé juste en face.

## Parties classées
Par arrêté en date du 18 octobre 1993, les parties suivantes ont été classées monument historique :
- Façades et toitures de tous les bâtiments, à l'exclusion des parties bâties au XIXe siècle situées en fond de cour ;
- Pièces du premier étage du bâtiment sur rue ;
- Vestibule du rez-de-chaussée du bâtiment sur rue, ainsi que l'escalier principal lui faisant suite avec sa cage, situés dans l'aile en retour sur cour.